# Skelbo Castle
Skelbo Castle ist die Ruine einer Höhenburg aus dem 14. Jahrhundert bei Dornoch am Hochufer des Loch Fleet in der schottischen Council Area Highland. Die heute noch erhaltene Mauer weist an der Nordseite der Burg den besten Erhaltungszustand auf. Skelbo Castle gilt als Scheduled Monument.

## Geschichte
1308 nahm König Robert I. eine frühere Burg an dieser Stelle ein, die dem Clan Sutherland gehörte. 1529 kaufte William Sutherland aus Duffus die Burg. Im 16. Jahrhundert wurde anschließend an die Burg ein Haus errichtet, im 20. Jahrhundert wurde das gesamte Anwesen als Wohnstatt aufgegeben.
Letzter Eigentümer der Burg war der Russe Mikahail de Buar († 2009). Er hinterließ kein Testament und über seinen Nachlass wird in Russland vor Gericht gestritten.